# Смородін Петро Іванович
Петро Іванович Смородін (20 січня 1897, село Боринське Задонського повіту Воронезької губернії, тепер Липецького району Липецької області, Російська Федерація — розстріляний 25 лютого 1939, місто Москва) — радянський партійний і комсомольський діяч, 1-й секретар ЦК РКСМ (комсомолу), 1-й секретар Сталінградського обласного комітету ВКП(б). Член Бюро ЦК РКСМ з грудня 1920 по липень 1924 року. Кандидат у члени ЦК ВКП(б) в 1930—1937 роках. Член ЦК ВКП(б) 12 жовтня 1937 — 22 червня 1938 року. Депутат Верховної Ради СРСР 1-го скликання (1937—1938 роки).

## Біографія
Народився в родині прислуги; виріс без батька, який пропав, коли Петрові Смородіну було півтора місяця. У 1910 році закінчив трьохкласну церковноприходську школу в селі Боринському. Трудову діяльність розпочав підсобним робітником у конюха і у садівника у поміщицькому маєтку.
У серпні 1911 — серпні 1916 року — учень слюсаря, у серпні 1916 — лютому 1918 року — слюсар-інструментальник Петроградської фабрики хірургічних інструментів Шаплигіна.
Член РСДРП(б) з травня 1917 року. У 1917 році вступив до Соціалістичної спілки робітничої молоді (комсомолу).
У 1917—1918 роках — заступник голови, голова фабрично-заводського комітету Петроградської фабрики хірургічних інструментів, голова районного бюро юнацьких виконавчих комітетів Петроградської сторони, член Петроградського міського комітету Соціалістичної спілки робітничої молоді; комісар Військово-революційного комітету по ліквідації саботажу у місті Петрограді; голова народного суду Петроградської сторони.
У лютому — квітні 1918 року — помічник начальника партизанського загону Соціалістичної спілки робітничої молоді на Петроградському фронті.
У квітні 1918 — травні 1920 року — на політичній роботі у Червоній армії: до січня 1920 року — комісар 1-го, 6-го, 49-го Гдовського і 170-го стрілецьких полків 6-ї і 19-ї дивізії РСЧА Петроградського фронту, а у січні — травні 1920 року — комісар 168-го стрілецького полку 19-ї дивізії РСЧА Північного фронту.
У травні — жовтні 1920 року — організатор Першої Міської організації (районного комітету) Російської комуністичної спілки молоді (РКСМ) у місті Петрограді.
У жовтні — грудні 1920 року — завідувач відділу економічної роботи ЦК РКСМ у Москві.
У грудні 1920 — листопаді 1921 року — секретар Петроградського міського комітету РКСМ.
23 грудня 1921 — 4 квітня 1922 року — секретар ЦК РКСМ (РЛКСМ). 4 квітня 1922 — 12 липня 1924 року — 1-й секретар ЦК РКСМ (РЛКСМ).
У липні 1924 — січні 1928 року — слухач курсів марксизму при Комуністичній академії імені Свердлова у Москві.
У січні — вересні 1928 року — заступник завідувача, у вересні 1928 — серпні 1929 року — завідувач організаційного відділу Василеострівського районного комітету ВКП(б) міста Ленінграда.
У серпні 1929 — грудні 1931 року — 1-й секретар Василеострівського районного комітету ВКП(б) міста Ленінграда.
У грудні 1931 — квітні 1936 року — 1-й секретар Виборзького районного комітету ВКП(б) міста Ленінграда.
У квітні 1936 — червні 1937 року — 1-й секретар Московського районного комітету ВКП(б) міста Ленінграда.
13 червня — вересень 1937 року — 2-й секретар Ленінградського обласного комітету ВКП(б). З 14 липня 1937 року входив до складу Трійки УНКВС по Ленінградській області.
16 вересня 1937 — 22 червня 1938 року — в.о. 1-го секретаря, 1-й секретар Сталінградського обласного комітету ВКП(б).
22 червня 1938 року заарештований органами НКВС СРСР. 25 лютого 1939 року засуджений до найвищої міри покарання. Розстріляний того ж дня. Похований на Донському цвинтарі міста Москви.
1 грудня 1954 року посмертно реабілітований. 22 березня 1956 року посмертно відновлений у членах КПРС.

## Нагороди
- орден Червоного Прапора (1930)